# Cục Tiêu chuẩn Đo lường Chất lượng, Quân đội nhân dân Việt Nam
Cục Tiêu chuẩn-Đo lường-Chất lượng trực thuộc Bộ Quốc phòng Việt Nam là cơ quan đầu ngành về tiêu chuẩn hóa, đo lường - kiểm nghiệm, quản lý chất lượng của quân đội được thành lập vào ngày 03 tháng 7 năm 1971.

## Lãnh đạo hiện nay
- Cục trưởng: Thiếu tướng Nguyễn Mạnh Hùng
- Phó Cục trưởng: Đại tá Nguyễn Hoàng Ngọc Dũng
- Phó Cục trưởng: Đại tá Phạm Hoài Anh
- Phó Cục trưởng: Đại tá Lê Duy Quý

## Tổ chức
- Phòng Tham mưu - Kế hoạch
- Phòng Chính trị
- Ban Hành chính - Hậu cần
- Ban Tài chính
- Phòng Kỹ thuật - Vật tư
- Phòng Quản lý tiêu chuẩn
- Phòng Quản lý đo lường
- Phòng Quản lý chất lượng
- Phòng Quản lý đăng kiểm quân sự
- Trung tâm Đo lường[5]
- Trung tâm Sửa chữa phương tiện đo
- Trung tâm Giám định chất lượng
- Trung tâm Bồi dưỡng nghiệp vụ
- Trung tâm Tiêu chuẩn - Đo lường - Chất lượng 2 (TP HCM)
- Trung tâm Tiêu chuẩn - Đo lường - Chất lượng 3 (TP Đà Nẵng)

## Cục trưởng qua các thời kỳ
- 1989 Cao Hữu Thọ, Đại tá (phụ trách)
- 1989-1995 Lê Nhật Thăng, Đại tá
- 1995-2004 Nguyễn Nầy, Đại tá
- 2004-2010, Nguyễn Văn Tách, Đại tá
- 2010-2018, Lê Đình Đạt, Thiếu tướng (2011)
- 2018-2021, Phạm Tuấn Anh, Thiếu tướng (2018)
- 2021- nay, Nguyễn Mạnh Hùng, Thiếu tướng (2021)